# Kościół św. Wojciecha w Przemyślu
Kościół św. Wojciecha w Przemyślu – rzymskokatolicki kościół filialny należący do parafii Matki Bożej Zbaraskiej w Prałkowcach prowadzonej przez księży Michalitów. Znajduje się w przemyskiej dzielnicy Kruhel Mały.
Neogotycka świątynia została wzniesiona w 1895 roku dzięki staraniom i pod kierunkiem księdza Józefa Wiejowskiego – kanclerza kurii diecezjalnej w Przemyślu. Bryła zewnętrzna kościoła i wystrój wnętrza posiadają jednolity neogotycki charakter.